# 宮城県道37号仙台北環状線

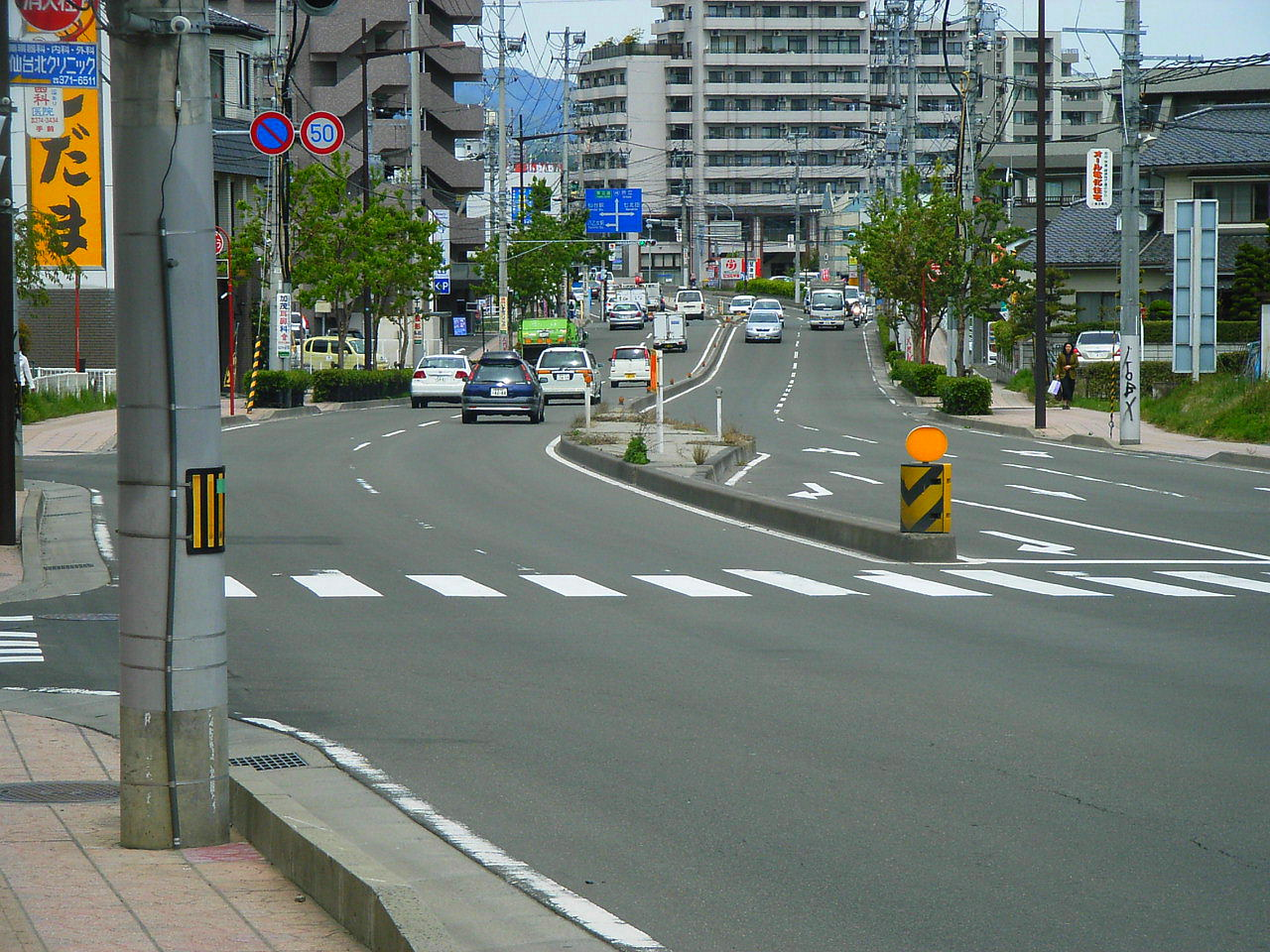
泉区八乙女の市街地（2005年5月）

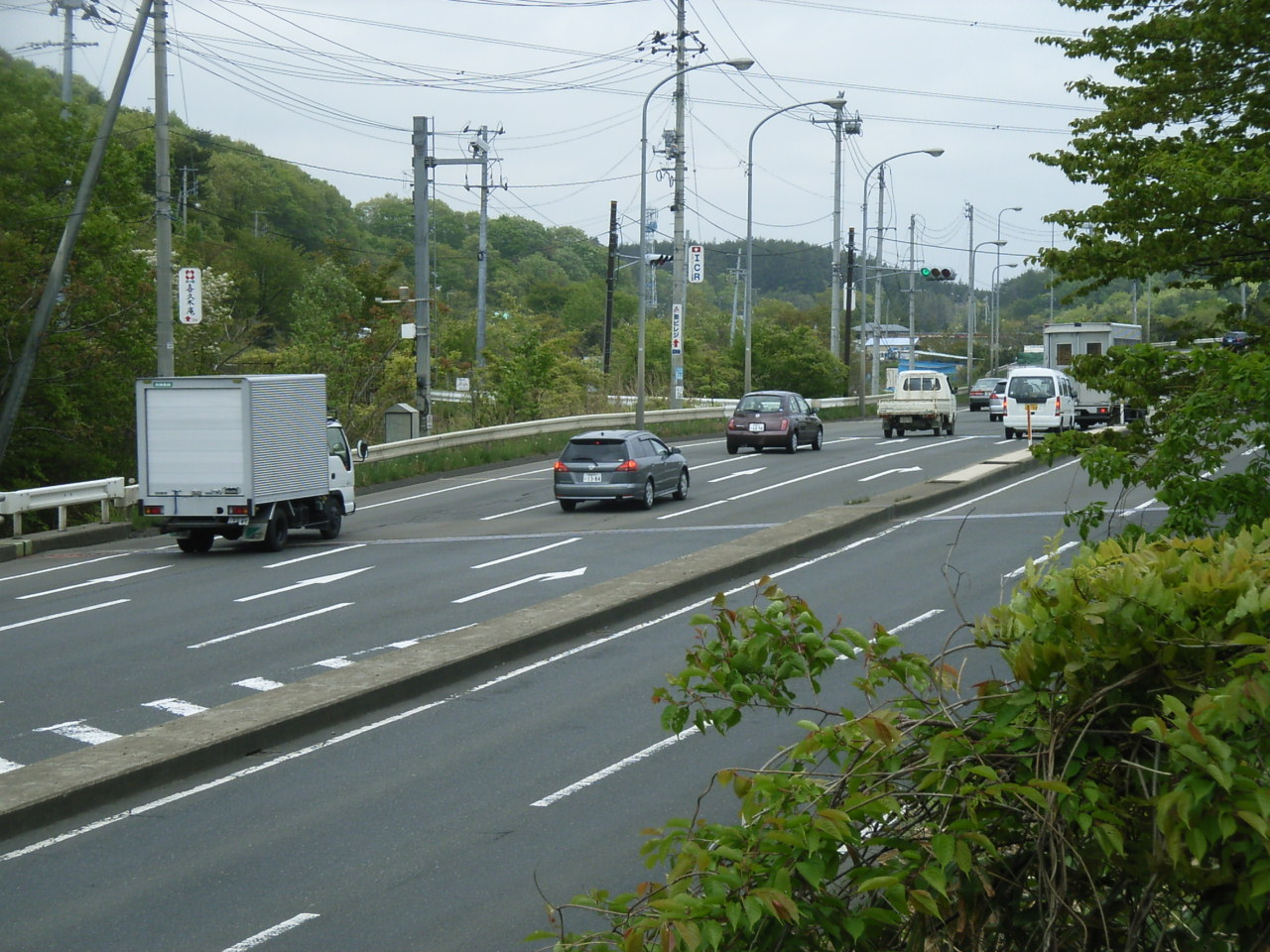
青葉区郷六の丘陵地帯（2005年5月）

宮城県道37号仙台北環状線（みやぎけんどう37ごう せんだいきたかんじょうせん）は、宮城県仙台市泉区の都市計画道路3・3・16宮沢根白石線と同市青葉区の宮城県道31号仙台村田線との間を環状に結ぶ県道（主要地方道）である。都市計画道路3・3・152八乙女折立線を通す。市民からは「北環状」「北環」などと省略して呼ばれている。

## 概要
「仙台市総合道路整備計画」における骨格幹線道路網「3環状12放射状線」のうち、内側から数えて3番目の環状道路である「市街地環状線」の一部を成す県道で、仙台市都心部から見て北から西にかけての郊外を環状に通じる。仙台市が政令指定都市であるため、全線が市の管理となっている。
仙台市都心部と路線の認定当時、泉市・宮城町という複数の自治体を通過するルートで計画された。その後、泉・宮城の両市町は仙台市に編入合併されたが、その翌年に当道は仙台市都心部を経由せずに泉・宮城の各々の中心部同士を直接短絡する幹線道路として開通し、合併・政令指定都市になった仙台市の市内主要部をつなぐ役割を担うことになった。
起点となる東端は七北田川の河岸段丘にあり、都市計画道路「宮沢根白石線」を介して国道4号仙台バイパスに接続している。その起点から七北田丘陵上にある住宅地群をアップダウンしながら貫き、広瀬川流域の愛子盆地にある青葉区の国道48号とを結ぶ。途中、泉中央地区に近い仙台市地下鉄南北線の八乙女駅付近を通過し、終点付近では宮城県道31号仙台村田線を介して仙台西道路や愛子バイパスに接続して、東北自動車道の仙台宮城インターチェンジへの経由道ともなり得る。
宮城県道264号大衡仙台線より西側の区間では標高200メートル程度に達し、急な坂が続く。
沿道にはロードサイド店舗が張り付いており、特に、八乙女駅周辺や中山・吉成地区で集積度が高い。

### 路線データ
- 本線（Google マップ）[2]
  - 実延長：12.0824 km
  - 最小幅員：21.8 m
  - 最大幅員：118.2 m
  - 起点：仙台市泉区松森前田
  - 終点：仙台市青葉区折立

## 沿革

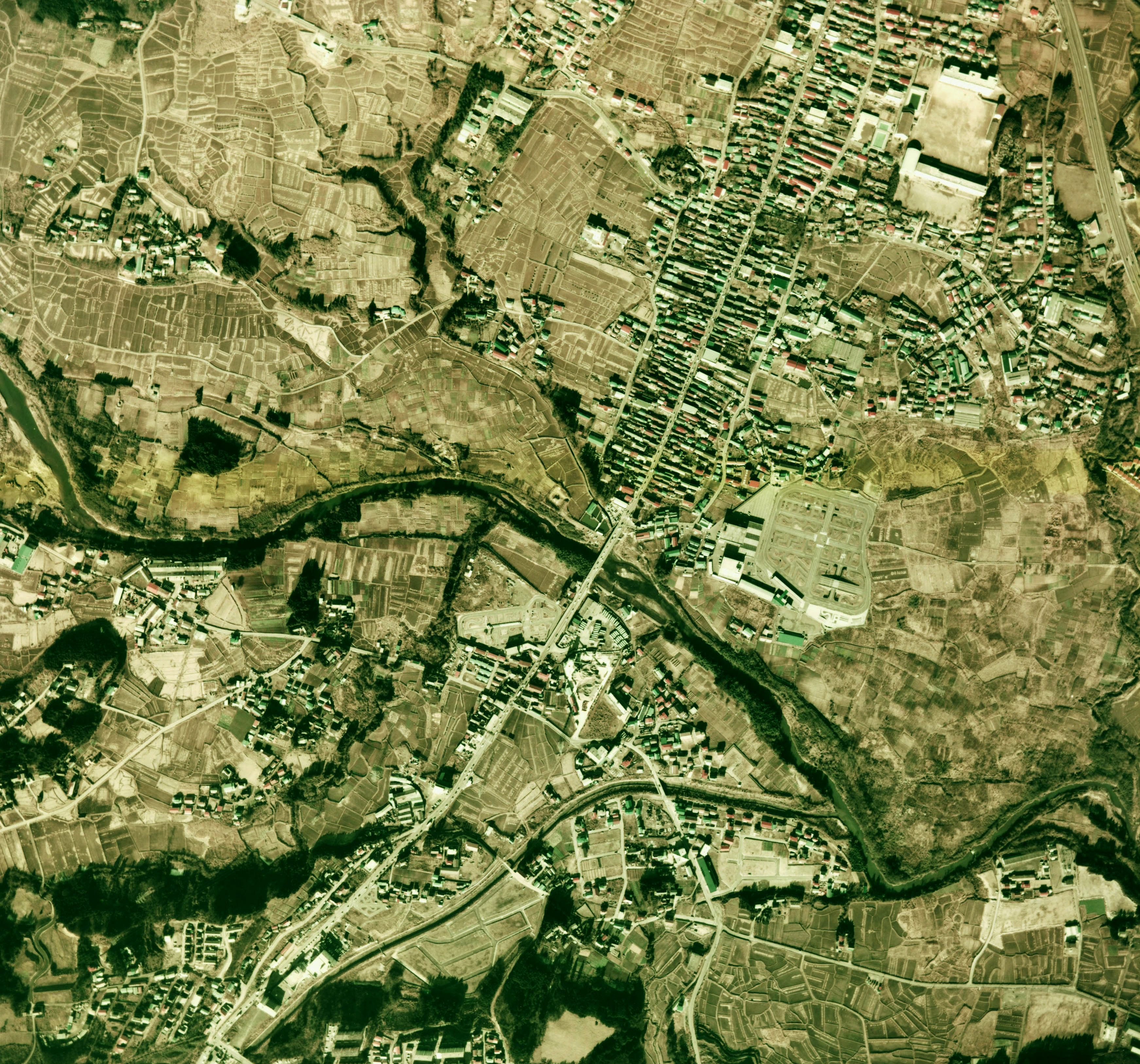
1975年度（昭和50年度）撮影。
仙台北環状線の事業着手前の様子。

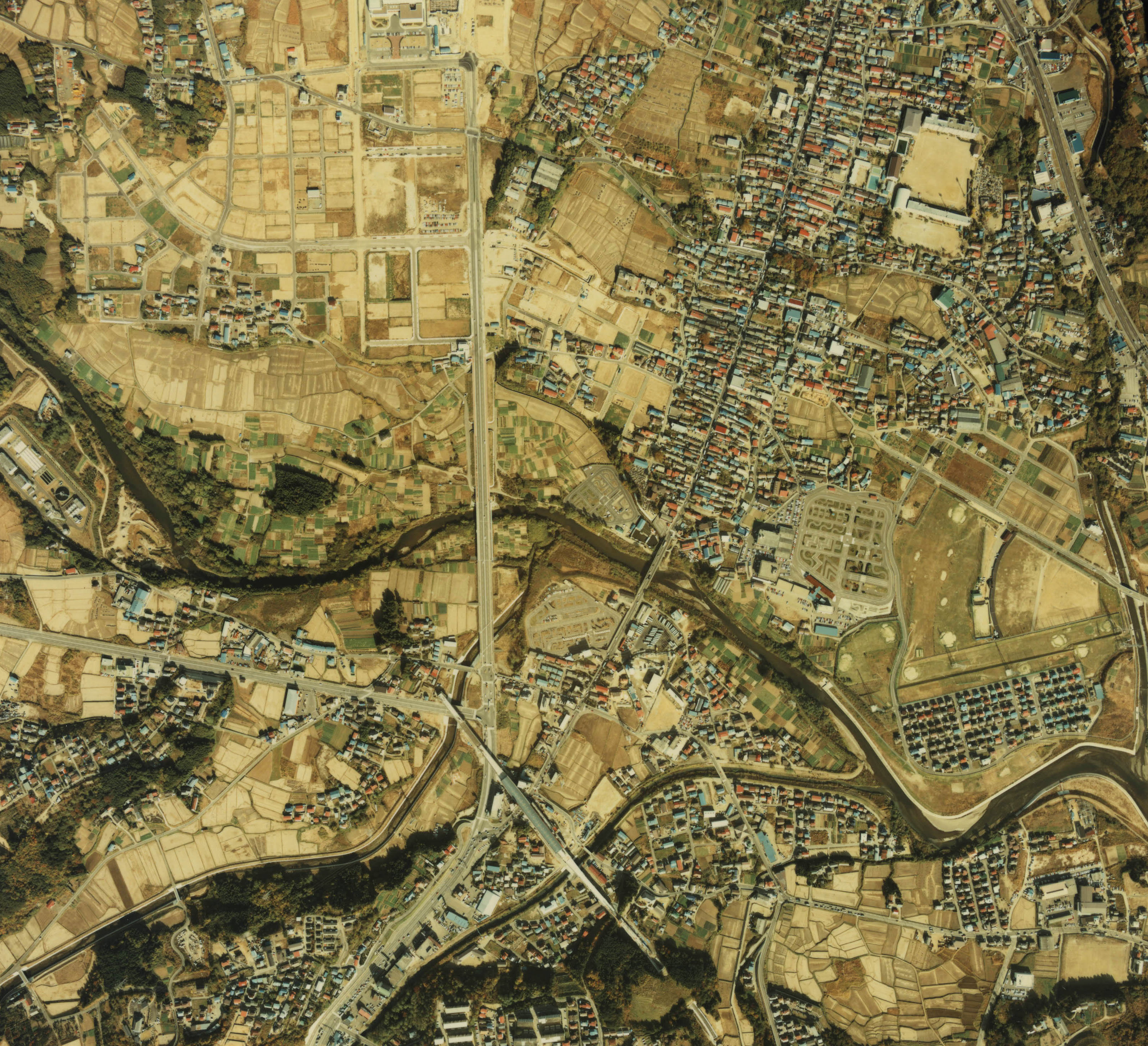
1984年度（昭和59年度）撮影。
一部が開通した仙台北環状線の様子。真美沢工区の供用開始前。

- 1978年（昭和53年）度より、宮城県が整備着手[3]。
- 1979年（昭和54年）5月18日 - 宮城県が一般県道238号「仙台北環状線」として路線認定。[4]
- 1981年（昭和56年）4月、高柳3号橋[5]（北緯38度18分52.5秒 東経140度52分56.5秒 / 北緯38.314583度 東経140.882361度）が竣工。
- 1982年（昭和57年）
  - 1月、瀧沢橋[6]（北緯38度16分45秒 東経140度48分38.1秒 / 北緯38.27917度 東経140.810583度）が竣工。
  - 4月1日 - 県道仙台北環状線が、「仙台北環状線」として建設省（現・国土交通省）から初めて主要地方道の指定を受ける。[7]
- 1983年（昭和58年）1月11日 - 一般県道238号「仙台北環状線」から主要地方道56号「仙台北環状線」への路線変更が告示される。[8]
- 1985年（昭和60年）、宮城町内の当道開通予定の沿道にて吉成土地区画整理事業（後の「南吉成」）が始まる（1991年（平成3年）まで）[9]。
- 1987年（昭和62年）
  - 3月、新生瀬橋[10]（北緯38度16分2.1秒 東経140度48分44.5秒 / 北緯38.267250度 東経140.812361度）が竣工。
  - 7月15日、沿道にある仙台市地下鉄南北線・八乙女駅が開業。
  - 11月1日、沿道の宮城町が仙台市に編入合併された。
- 1988年（昭和63年）
  - 3月1日 - 沿道の泉市が仙台市に編入合併された。これにより、当道の全線が仙台市内になった。
  - 11月16日 - 旧・宮城町内にあたる南吉成から折立までの区間（延長L=3143.8m）が供用開始[11]され、宮城県道22号仙台泉線（都市計画道路3.3.28元寺小路七北田線）から国道48号（現：県道31号仙台村田線）までの延長L=10.6kmが利用可能になる[12]。
- 1989年（平成元年）4月1日、仙台市の政令指定都市移行に伴い、全線の管理および整備事業が県から市に移譲された[3]。
- 1992年（平成4年）3月、真美沢橋[13]（北緯38度18分46.7秒 東経140度53分9.7秒 / 北緯38.312972度 東経140.886028度）が竣工。
- 1993年（平成5年）
  - 5月11日 - 建設省から、県道仙台北環状線が仙台北環状線として主要地方道に指定される[14]。
  - 10月19日 - 県道番号が決定[15]され、従前の主要地方道56号[16]から、県道37号に変更される。（12月1日より施行）
- 1994年（平成6年）、真美沢工区の供用開始[17]。
- 2002年（平成14年）5月、都市計画道路宮沢根白石線の浦田工区（延長L=200m、幅員W=38m）と共に、当道の松森工区（延長L=440m、幅員W=22m）の事業着手[3]。
- 2005年（平成17年）7月、高柳3号橋歩道橋[5]（北緯38度18分52.9秒 東経140度52分56.8秒 / 北緯38.314694度 東経140.882444度）の竣工に伴って高柳3号橋の外回りの歩道を廃止し、八乙女交差点への接続部の当道の外回りを3車線に拡幅した。
- 2011年（平成23年）
  - 3月11日、東北地方太平洋沖地震（東日本大震災）で整備区間も被災し、同年3月下旬に予定されていた両工区の完成と当道の全線開通が持ち越された[3]。
  - 9月27日正午、当道の松森工区と宮沢根白石線の浦田工区が完成（両工区の工事費は約11億7000万円）。これにより、当道は全線開通した[18]。

## 地理

### 通過する自治体
- 仙台市（泉区 - 青葉区）

### 交差する道路
- （国道4号仙台バイパス）
- 宮城県道22号仙台泉線（泉区八乙女）
- 宮城県道264号大衡仙台線（泉区上谷刈）
- 宮城県道31号仙台村田線（青葉区折立）
- 仙台市主要地方道90号仙台南環状線（青葉区折立）

### 沿線の施設
- 仙台市医師会看護専門学校
- 仙台市地下鉄南北線　八乙女駅
- 泉中央病院
- 長命館公園
- 水の森公園
- ブランチ仙台
- 宮城県泉館山高等学校
- イオン仙台中山店
- 仙台大観音
- 仙台市環境局葛岡工場

### 交通量[19]
令和３年度・12時間交通量（すべて推計値）
- 泉区八乙女中央１丁目 - 17,258台
- 泉区上谷刈山添 - 21,976台
- 青葉区南吉成２丁目 - 22,745台